# 安德烈亞斯·烏爾默
安德烈亞斯·烏爾默（德語：Andreas Ulmer，發音：[anˈdʁeːas ˈʔʊlmɐ]；1985年10月30日—）是一位奧地利足球運動員。在場上的位置是後衛。他也代表奧地利國家足球隊參賽。

## 國家隊生涯
2021年，烏爾默被選入奥地利隊2020年歐洲國家盃大名單。

## 外部連結
- Player profile （页面存档备份，存于） at Austria-Archiv.at
- 安德烈亞斯·烏爾默在 National-Football-Teams.com 上的出场纪录
- Guaridan Football Stats